# 石の湯スキー場
石の湯スキー場（いしのゆスキーじょう）は、長野県下高井郡山ノ内町にかつてあったスキー場である。

## 概要
石の湯スキー場は、志賀高原スキー場の中央エリアと渋峠・横手山・熊の湯エリアとの間にある平床地区に独立して営業していたスキー場である。正式な名称は石の湯前山スキー場（いしのゆまえやまスキーじょう）という。
坊寺山(標高1839.6m)の山頂から続く南東稜線上にある属峰のひとつである前山(標高1722m)の北東麓と角間川との間の斜面(標高1590m～1720m)にゲレンデが広がり、1本のリフトに中間駅を設け、同駅を境として上部は中上級者コース、下部は初級者コースとなっていた。
1967年（昭和42年）12月にリフトが開設され1994年（平成6年）に閉鎖された。
志賀高原スキー場の中でも公共交通機関によるアクセスが特に悪く、長電バスの運行によるシャトルバスを利用しても最寄りの平床バス停留所からリフト乗り場まで1.1km程度の道のりがあった。停留場からスキー場に向かう際は下り坂の車道を800mほど滑走することによりスキー場の近くまで大きな労力を要せずアプローチできるが、帰りはバス停留所までの上り坂を徒歩でもどる必要があった。また、本スキー場の東側の直線距離で350m程のところには木戸池スキー場が近接しているが、両スキー場間をスキー滑走によって連絡することは不可能であった。

こうした立地環境から志賀高原スキー場全体を楽しむスキーヤーの利用は少なく、スキー場に近接したいくつかの宿泊施設滞在者向け、あるいは本スキー場の営業当時に志賀高原観光協会が毎年主催していた志賀高原スキー場全リフト完全乗車を目指す「チャレンジ・マスター」に挑戦する一部のスキーヤーの利用に限られていた。

なお、宿泊施設の一つである石の湯ロッジは1959年（昭和34年）に開業した温泉宿であり、本スキー場よりも歴史は古い（石の湯ロッジの前身となる蛍蕾荘は1934年（昭和9年）の創業）。

## コース・ゲレンデ
(滑走延長、平均斜度／最大斜度)
- 初級者ゲレンデ（200m、9°／11°）
- 中級者コース（310m、18°／29°）
- 上級者コース（290m、19°／38°）

## リフト
(距離、高低差、時間)

### 廃止・休止中リフト
- 石の湯リフト(489m、138m、-分--秒)[3]
  - 山麓駅から200mほどのところに中間駅が設けられていた。

## その他
- 宿泊施設は、スキー場に近接した石の湯ロッジのほか、バス停留所からのアプローチ道路沿いに幸の湯ホテル、志賀石の湯ホテル（2017年5月閉鎖）がある。
- グリーンシーズンにおいて角間川支流の谷間にてゲンジボタルの生息を確認することができる。志賀高原内の各宿泊施設からのホタル見学ツアーが敢行されている。